# Стилиян Иванов
Стилиян Боянов Иванов е български режисьор и сценарист.

## Образование
Завършва със златен медал Националната природо-математическа гимназия в София. През 1994 г. завършва режисура в НАТФИЗ в класа на проф. Хачо Бояджиев.

## Кариера
Още през студентските си години в НАТФИЗ започва работа в Българската национална телевизия.
2001 г. Стилиян Иванов работи за Мсат, създавайки предаването „Голите новини“ и „Без упойка“ – предаване за успехите и провалите в българските медии.
Бил е изпълнителен директор и художествен ръководител на ТВ „Веселина“ (2003 – 2004), където е автор и режисьор на телевизионното вариете с 45 оригинални спектакъла ЗВЕЗДНО ВАРИЕТЕ. През 2004 – 2007 е изпълнителен директор и консултант на телевизия ББТ, създател на предаванията: „Звезден прах“, „Нарисувай се с песен“, „Чай или кафе“, „С вас е Васа“.
През май 2009 г. Стилиян Иванов създава TV art – телевизия и уебсайт за изкуство, култура, туризъм и пътешествия. . Телевизията подготвя изцяло авторска програма, а стартът ѝ е даден на 24 май 2009. През 2010 г. телевизия TV art започва да се излъчва и по кабелните мрежи на България.
Иванов е акционер и изпълнителен директор на TV art и съсобственик на продуцентска къща Dodofilm и радио „Антена“.
Преподавател е по документалистика и интерент-телевизия.
Автор е на 8 книги и на 54 публикации-анализ на телевизиите в България.

## Филмография
Стилиян Иванов е автор и режисьор на повече от 60 документални филма и 200 видеоклипа.

### 1995 – 2001
- филм за Лили Иванова – „Насаме с Лили“, излъчен в празничната коледна програма на БНТ.
- създава за БНТ първото светско предаване – „Лица“, а през 2001 г. – предаването „Елит“.
- биографичен филм за Ванга – създаден по заръка на пророчицата и излъчен по БНТ, издаден на DVD през 2011 г. Филмът многократно е будил интерес в България и в Русия. Сателитният канал на БНТ излъчва филма по няколко пъти годишно, а руската национална телевизия Първи канал кани Стилиян Иванов в най-гледаните си предавания.
- фолклорен спектакъл „Пуста младост“ на насамбъл „Пирин“, издаден на видеокасета и разпространен по целия свят.
- поетичен спектакъл „Любов, любов“ с актрисата Невена Коканова и челиста Анатоли Кръстев.
- музикален филм „Песни без граница“, сниман в Гърция, Турция, Албания, Македония и България.
- фолклорен спектакъл „Четвъртото измерение“ създаден по поръчка на английска продуцентска компания, издаден на DVD и излъчен по БНТ
- документален филм за проф. Кирил Стефанов
- детски телевизионен мюзикъл „Юнак Петлю“
- тв-кабаре „Кабаре Българан“
- документален филм „Румяна“
- документален филм „Кати – една сбъдната мечта“
- документални филми за Надка Караджова, Валя Балканска, Теодоси Спасов
- документален филм за Емил Димитров, който се излъчва по БНТ в две части, а след това многократно е бил повтарян по националната телевизия и сателитния канал „ТВ България“. Филмът, освен интервю с Емил Димитров включва и разкази на семейството на певеца, естрадната певица Алла Пугачова, както и: Митко Щерев, Йорданка Христова, дует Ритон, проф. Александър Йосифов и още куп знаменитости и приятели на певеца. В началото на 2011 г. на DVD-пазара в България са издадени документалните филми на Стилиян Иванов „ВАНГЯ“ и „Емил Димитров – Слава! Любов! Самота!“. Инициативен комитет откупи и раздаде на всички регионални библиотеки на България копия и на двата филма. Тези филми се използват от много журналисти, писатели и хроникьори, като достоверен източник за техните публикации, книги и сценариии за Ванга и Емил Димитров.

### 2002 – 2009
- документален филм в две части „Незавършена история – Хачо Бояджиев“, издаден на DVD
- радио-телевизионен нощен блок „Полет над нощта“.
- телевизионен театър „Човекоядката“ по пиесата на Иван Радоев
- документална трилогия „За кучетата и хората“.
- документален филм за историята и културата на Малта
- „Фар за душите ни“ – за преподобна Стойна, издаден на DVD
- „Феноменът Вера“ – личният живот и дарбите на Вера Кочовска
- „Лечителят Петър Димков“
- „Истината за Орфей“. Целият период за реализиране на проекта е повече от 2 години. Филмът е сниман в 14 държави, в които режисьорът заснема музейни артефакти и археологически разкопки, свързани с Орфей и орфизма. Филмът продава 20 000 копия на DVD. Прожектиран е не само в България, но и в Турция и Индия. Американска филмова компания забелязва проекта и откупува правата му, като поръчва на режисьора да разшири филма, превръщайки го в трилогия.
- „Траките“ – разпространява се на DVD в цял свят
- „Музиката"

### След 2009
- документална поредица „Пътят на човешката цивилизация“, включващ филмите: „Месопотамия – следи в пясъка“; „Анатолия – трилогия“
- „И това е България“ – за местата в България, притежаващи „вълшебна“ енергия: седемте рилски езера, Мадара, Яйлата, Белинташ и др.
- „Добре дошли в Турция“, реализиран съвместно с турското министерство на културата и туризма, сниман в продължение на 90 дни, достигайки и до най-отдалечените кътчета на южната ни съседка
- „Рецепти за щастие“ – филм за здравословното хранене, ползата от вегетарианството и системата на д-р Емилова.
- „Светлини от една изложба“ – филм за творчеството и философията на художничката Лили Димкова.
- „Дервишите - мистиците на Изтока“ – филм за суфизма, дервишите и Руми. В края на 2010 г. Стилиян Иванов заминава за Кония – Турция за празника на дервишите и последователите на Мевляна от цял свят /17 декември/, където снима филм за суфизма и Руми. 56-минутният пълнометражен филм е част от поредицата „Репортажи за вярата“.
- „Рецепти за щастие 2“.
- документални филми за Болшой театър, Звездното градче и храма „Христос Спасител“
- „Благодаря, д-р Емилова“.
- „Изповед“ – втори документален филм за художничката Лили Димкова
- документален филм за Крим
- „Отвъд аплодисментите и хулите“ – документален филм за цената на славата през погледа на 4 успели жени: олимпийската шампионка Весела Лечева, журналистката Маргарита Михнева, д-р Людмила Емилова и певицата Десислава
- „Лидия Ковачева между мита и науката" – документален филм за художничката Лидия Ковачева, която създава уникална система за лечение с плодове и мед, прилагаща се днес в клиники по целия свят.
- „И това е България 2“ – научен и мистичен поглед към предхристиянска България: Татул, Перперикон, Долината на тракийските царе, Старосел, Свещари, храма на Кибела в Балчик...
- „Равноденствие“ – документален филм за астрологията и модата през погледа на дизайнера DeFF и астролога Оксана Станчева.
- „И това е България 3“ – научен и мистичен поглед към антична, християнска и ислямска България: античният театър в а Пловдив, скалните манастири, дервишките текета...
- „Реквием за Ванга от Людмила Ким“ – разказ за именитата руска лечителка Людмила Ким по повод 75-годишния ѝ юбилей.
- „Ванга срещу Айнщайн“
- „За смисъла на астрологията“

През 2011, 2012 и 2013 Стилиян Иванов провежда „Мастер клас“ по документалистика и интернет телевизия със студенти и кандидат-студенти по журналистика от Москва, Тула, Севастопол и Орел. През септември 2013 г. гостува във филиала на МГУ „Ломоносов“ в Севастопол за поредния си „Мастер клас“, когато е и отличен от Съюза на руските журналисти „за високи професионални постижения“.
През 2015 и 2016 г. по покана на в."Weekend" Стилиян Иванов е телевизионен анализатор на изданието и подлага на остра критика слабостите на телевизионните програми и водещи.
През 2016 г. излизат книгите на Стилиян Иванов: „BG тайната от Орфей до Ванга“, „Рецепти за щастие от Лидия Ковачева и д-р Емилова“ и „За смисъла на астрологията“.
2021 г. през месец февруари излизат книгите на Стилиян Иванов – „2021 Годината на трансформацията“; „Астрологичен пътеводител“; „Зевс и Нора“ и „Любов, секс, самота“
На 17 декември 2022 г. е премиерата на последната книга на Стилиян Иванов: "Асеман себепознание"
 
която е издадена на български, английски и гръцки език.
От 2020 г. ежеседмично Стилиян Иванов пише за астрология във вестник „Уикенд“, както и периодично прави астрологични прогнози и за други български вестници – „24 часа“ и „Телеграф“.

## Награди и отличия
- Съюз на руските журналисти – „За високи професионални постижения“ – 2013 г.
- 10-ия юбилеен евразийски фестивал за телевизия и кино – 2007 г.
- Втори международен кинофестивл „Верное сердце“, Москва – 2007 г.
- „Я – человек“, Оренбург – 2007 г.
- „Режисьор на годината“ – 1999 г., попфолк клип.
- „Режисьор на годината“ – 1997 г., попфолк клип.